# Orthida
Orthiden (Orthida) sind ein ausgestorbenes Taxon von Armfüßern (Brachiopoda) mit geradem Schlossrand und einer impunctaten oder endopunctaten Schale. Sie bilden zusammen mit den Protorthida, Rhynchonellida, Atrypida, Spiriferida, Athyridida und Terebratulida das Taxon Rhynchonellata, das seinerseits zum Unterstamm der Rhynchonelliformea zählt.

## Merkmale
Ihr Gehäuse besteht meist aus bikonvexen Klappen. Orthiden besitzen kein echtes Armgerüst, lediglich kleine Stützplättchen (Brachiophoren) können ausgebildet sein. Die Gruppe wurde erstmals 1932 von Schuchert und Cooper benannt. 

## Systematik
Die Orthiden teilen sich in vier Untertaxa auf, die nach Ausbildung des Delthyriums, des Spondyliums und Punktierung der Schale untergliedert sind:
- Billingsellacea
- Clitambonitacea
- Orthacea
- Enteletacea oder (Dalmanellacea)